# كيميا خاتون
كيميا خاتون هي رواية باللغة الفارسية بقلم سيدة قدس، صدرت باللغة الفارسية في عام 2004 وباللغة الإنجليزية في عام 2011.
لقد كانت رواية كيميا خاتون أكثر الكتب مبيعًا لمدة اثني عشر شهرًا متتالية منذ نشرها. وقد كُتبَت بالأصل باللغة الفارسية. وتُرجمت إلى اللغة التركية (حيث أصبحت أيضًا من أكثر الكتب مبيعًا) وكانت (اعتبارًا من 21 شباط 2011) تُترجم إلى اللغة الإنجليزية. تدور الرواية حول ابنة جلال الدين الرومي التي وجدت طريقها في حيرام بعد زواج والدتها، كيرا خاتون، من الصوفي والشاعر. ثم تقع في حب ابن جلال الدين الرومي، أخيها غير الشقيق (دون أن تعلم). لكنها تزوجت من سيد جلال الدين الرومي وصديقه شمس التبريزي.
هناك فيلم قيد التطوير بعنوان "كيميا رومي" استنادًا إلى الرواية.